# Medienpreis Entwicklungspolitik
Der Medienpreis Entwicklungspolitik wurde 1975 von Egon Bahr in seiner Funktion als Bundesminister für wirtschaftliche Zusammenarbeit gestiftet, und prämiert journalistische Arbeiten, die „das Bewusstsein der deutschen Öffentlichkeit für die Notwendigkeit der partnerschaftlichen Zusammenarbeit zwischen Industrieländern und Entwicklungsländern fördern“.
Die Preisvergabe erfolgt jährlich. Es werden meist vier bis fünf Preise vergeben – in den Kategorien Print, Radio, Fernsehen und Internet. Der Preis ist mit insgesamt 15.000 Euro dotiert, die auf die Preisträger aufgeteilt werden.
Die Jury, die über die jeweiligen Preisempfänger entscheidet, hat fünf Mitglieder, von denen je eines vom Bundespräsidialamt und vom BMZ benannt wird. Die drei weiteren Jurymitglieder der Jury werden von Journalisten-Organisationen, den Sendeanstalten und von gesellschaftlichen Organisationen benannt.
2013 wurde der Preis neu ausgerichtet. Der Medienpreis Entwicklungspolitik heißt jetzt „Deutscher Medienpreis Entwicklungspolitik“ und wird gemeinsam vom Bundesministerium für wirtschaftliche Zusammenarbeit und Entwicklung (BMZ) und der Deutschen Welle (DW) vergeben. Der Preis richtet sich fortan an Journalisten aus Afrika, Asien, Nah-Mittelost/Nordafrika, Lateinamerika, Osteuropa und Deutschland.

## Preisträger

### 1975 bis 1979
1975 (Print)
- 1. Preis: Uly Foerster (Badische Zeitung) für Wir haben alles gewusst
- 1. Preis: Redaktion von epd-Entwicklungspolitik (Kai Friedrich Schade / Karl-Heinrich Rudersdorf) für ihre Arbeit im gesamten Jahr
- 2. Preis: Hannes Burger (Süddeutsche Zeitung) für Modell Ghana
- 2. Preis: Hans Georg Glaser (Westdeutsche Allgemeine Zeitung) für WAZ-Leser helfen Obervolta
- 2. Preis: Hartmut Paeffgen (General-Anzeiger Bonn) für Gebt Ihnen eine Chance
- 2. Preis: Ansgar Skriver (WDR) für Entwicklungspolitik zwischen nationaler Außenpolitik und sozialer Weltinnenpolitik

1976 (Hörfunk)
- 1. Preis: Gertraud Heise (WDR) für Tee kann man nicht essen
- 1. Preis: Ansgar Skriver (WDR) für Eine andere Welt? Neue Wirtschaftsordnung – neue Entwicklungspolitik
- 2. Preis: Richard W. Dill (Saarländischer Rundfunk) für Der steinige Weg zur Partnerschaft
- 2. Preis: Gerd Lotze (Südwestfunk) für Tropfen auf heiße Steine? Die Problematik der Entwicklungspolitik – dargestellt am Beispiel Boliviens
- 3. Preis: Curt Hanno Gutbrod (Bayerischer Rundfunk) für Welternährung und Weltbevölkerung
- 3. Preis: Peter Laudan (WDR) für Tansania – Sozialismus ohne Dogma
- 3. Preis: Bob Uschi für Das Wunder von Aqua de Dios

1977 (Fernsehen)
- 2. Preis: Ebbo Demant (Südwestfunk) für Armut ohne Ausweg – Boron, ein Beispiel für die Verelendung in der Vierten Welt
- 2. Preis: Peter Berg (ZDF) für Paktia – Die Spur der Deutschen
- 3. Preis: Michael Alexandre (Radio Bremen) für Jahrhundertgeschäfte
- 3. Preis: Julia Dingwort-Nusseck und Ernst-Ludwig Freisewinckel (WDR) für Arbeitsplätze wandern aus
- 3. Preis: Ralph Giordano (WDR) für Wüste – Die neue Grenze
- 3. Preis: Sabine Nawroth (ZDF) für Ruanda: Hilfe für das erste Land der Welt
- 3. Preis: Christopher Sommerkorn (Hessischer Rundfunk) für Tierra Nueva – Neue Erde

1978 (Print)
- 1. Preis: Jürgen Kahl (dpa) für Entwicklungsmillionen auf Eis
- 1. Preis: Redaktion der überblick für ihre gesamtredaktionelle Leistung
- 2. Preis: Hagmut Brockmann (Spandauer Volksblatt) für Biogas lässt Wälder wieder wachsen und Der erste Schritt führt oft in ein Dorf
- 2. Preis: Siegfried Berndt (Deutsche Welle) für Dazu muss man tropisch denken
- 3. Preis: Christian Schütze (Süddeutsche Zeitung) für Im Jahr 2000 Gesundheit für alle?

1979 (Hörfunk)
- 2. Preis: Karla Krause von Fumetti (SFB) für Entwicklungshelfer im eigenen Land – Das Motivatorenprojekt des Rats der Kirchen in Indonesien
- 2. Preis: Nikolas von Michalewsky (Bayerischer Rundfunk) für Unser täglich Brot …
- 3. Preis: Gertraud Heise (WDR 1) für Kinder der Kirdi – Tage und Nächte in den Mandara-Bergen Nordkameruns
- 3. Preis: Gerd Meuer (Deutschlandfunk) für Nahrungsexporte fördern den Hunger in der Welt – oder: Der Mythos vom Hunger fördert den Hunger

### 1980 bis 1989
1980 (Fernsehen)
- 1. Preis: Peter Heller (WDR) für Usambara – das Land, wo Glaube Bäume versetzen soll
- 2. Preis: Michael Busse/Jürgen Peters (SFB) für Die guten Menschen von Burg Layen – Private Entwicklungshilfe in Afrika
- 3. Preis: Peter von Gunten (WDR) für Terra Roubada (Geraubte Erde)
- 3. Preis: Ingrid Komm (SFB) für Samundonga – ein Dorf in Sambia

1981 (Print)
- 1. Preis: Gunar Ortlepp (Der Spiegel) für Die Lange Nacht der Kinder Afrikas
- 2. Preis: Birgit Schaffer (Westdeutsche Zeitung) für Zwischen Armut und Fortschritt – Die zwei Gesichter Indiens
- 2. Preis: Bernadette Conraths, Bernhard Jünemann und Dieter Hünerkoch (Der Report) für Der Teufel wird uns holen
- 2. Preis: Manfred von Conta (Stern) für Der Regenwald stirbt
- 2. Preis: Andreas Bänziger (Frankfurter Rundschau) für Im Teufelskreis gefangen – Afrikanische Bauern haben es satt, Überschüsse zu produzieren
- 2. Preis: Otto Matze (liberal) für Tabuisierung der Grundprobleme
- 2. Preis: Renate Wilke (der überblick) für Sanfte Frauen gegen harte Devisen

1982 (Hörfunk)
- 1. Preis: Karla Krause und Helmut Heinzlmeir (WDR) für Zwischen Mythen und Multis
- 2. Preis: Doris Gote (Deutschlandfunk) für Entwicklungshilfe – ein Lernprozess
- 2. Preis: Roland Bunzenthal (Hessischer Rundfunk) für Angepasste Technologie – Rückschritt oder Fortschritt? Fallstudien deutscher Entwicklungspolitik
- 3. Preis: Karl Albrecht Immel (Süddeutscher Rundfunk) für Welthunger durch Welthandel
- 3. Preis: Linde von Keyserlingk (Süddeutscher Rundfunk) für Die kleinen Brüder und Schwestern
- 3. Preis: Rupert Neudeck (Deutschlandfunk) für Der betrogene Optimismus, Entwicklungshilfe – War alles falsch?
- 3. Preis: Waltraud Stiegele (Bayerischer Rundfunk) für Arbeit vor Ort: Beispiel Nepal

1983 (Fernsehen)
- 2. Preis: Norbert Brieger (ZDF) für Und ewig sterben die Wälder
- 2. Preis: Hannelore Gadatsch (Südwestfunk) für Millionen vom Hunger bedroht – Dürre in Äthiopien
- 2. Preis: Gernot Schley (WDR) für Begegnungen in M’Kondedzi – Schüler und Helfer helfen auf einer Schulfarm in Mosambik

1984 (Print)
- 1. Preis: Günther Mack (Die Zeit) für Die Wüste wächst
- 2. Preis: Günter Heismann (manager magazin) für Hoffnung für die Hungernden
- 2. Preis: Peter Laudan (Vorwärts) für Exportierte Parteilichkeiten
- 3. Preis: Roland Bunzenthal (Frankfurter Rundschau) für Mit Bäumen und Ochsen gegen die Hungergefahr in Tansania
- 3. Preis: Achim Remde (Hannoversche Allgemeine Zeitung) für Mengisto muss unbequeme Fragen fürchten
- 3. Preis: Uli Remmel (Die Rheinpfalz) für Speyers Partnerschaft mit Karengera: Zartes Pflänzlein schon verdorrt?
- Sonderpreis: Forum – Zeitschrift für Mitarbeiter in der Jugendarbeit: Kinder und die Dritte Welt

1985 (Hörfunk)
- 1. Preis: Christina Wichterich (Deutschlandfunk) für Die Frauen sind die Verlierer
- 2. Preis: Bernd Girrbach, Beate Müller-Blattau, Anette Schmid und Thomas Kruchem (NDR) für Sterben ohne gelebt zu haben – Frauen in der Dritten Welt
- 2. Preis: Karl Zawadzky (Saarländischer Rundfunk) für Kampf um Märkte und Arbeitsplätze. Das Ringen um ein viertes Welttextilabkommen hat begonnen
- 3. Preis: Jürgen Dauth (Hessischer Rundfunk) für Familienplanung auf Java
- 3. Preis: Winfried Kurrath (NDR) für Brotreste aus dem Hotel – Ein Andendorf hat sich verändert
- 3. Preis: Walter Michler (WDR 2) für Hunger in Afrika
- Sonderpreis: RIAS Berlin (Michael Hase und Hanno Kremer) und SFB (Johannes Wendt)

1986 (Fernsehen)
- 1. Preis: Hannelore Gadatsch (Südwestfunk) für Zwangsumsiedlung in Äthiopien
- 1. Preis: Uwe Bork (Hessischer Rundfunk) für Wo Afrika noch Chancen hat – Entwicklungshilfe in Tansania
- 2. Preis: Gerhard Meier (ZDF) für Gambia – Zurück zum Brunnen
- 2. Preis: Rüdiger Lorenz (Bayerischer Rundfunk) für Fragen an Nyabisindu
- 3. Preis: Gerlinde Böhm (WDR) für Senor Turista – Begegnungen am Titicacasee
- 3. Preis: Gordian Troeller (Radio Bremen / ARD) für Kinder der Welt VI – Die Vergessenen
- 3. Preis: Luc Leysen (WDR / ARD) für Oh Afrika – Busbahnhof Accra-Mitte

1987 (Print)
- 1. Preis: Wolfgang Gerrits (Westdeutsche Allgemeine Zeitung) für Partner für Afrika – Kinderdorf Bottrop in Gambia
- 1. Preis: Peter-Matthias Gaede (GEO) für Business mit kaltem Blut sowie Unter dem Vulkan
- 2. Preis: Wolfram Frommlet (Medien Magazin) für Erzählen – Gegen die Enteignung – Afrikanische Erzählkulturen und Neue Medien
- 2. Preis: Hartmut Hölscher für Eine Woche bei Halbnomaden am Baringo-See – Entwicklungshilfe im trockenen Nordwesten Kenias
- 3. Preis: Harald Gruber (Winnender Zeitung) für eine Artikelserie über das kleine Andendorf Perlamayo
- 3. Preis: Karin Walz (Esslinger Zeitung) für Der Raubbau in den Regenwäldern rächt sich
- Sonderpreis: MEINE WELT, Zeitschrift zur Förderung des deutsch-indischen Dialogs

1988 (Hörfunk)
- 1. Preis: Karl Rössel (WDR) für Philippinos auf Schalke – Opelarbeiten im Slum
- 2. Preis: Roland Bunzenthal und Bärbel Röben (Hessischer Rundfunk) für Unser Geld regiert die Dritte Welt – Gibt es einen Ausweg aus der Schuldenkrise?
- 2. Preis: Bernd Girrbach (WDR) für Mosambik – Krieg, Hunger und die Rolle Südafrikas
- 2. Preis: Winfried Kurrath (Deutschlandfunk) für Hoffnung für Millionen – Die Menschheitsgeißel Lepra verliert ihren Schrecken
- 3. Preis: Karl-Albrecht Immel (Süddeutscher Rundfunk) für Heute im Gespräch: Hunger in Afrika – Ursachen und Hintergründe
- 3. Preis: Thomas Kruchem (Süddeutscher Rundfunk) für Flüchtlingselend in Malawi
- 3. Preis: Rita Niemann-Geiger (SFB) für Keiner repariert das Geld der Welt. Waldsterben, Ökologie und Hochgebirgstourismus in Himalaya
- Sonderpreis: David Kyungu (NDR) für Metatizo! – Probleme! Ein Afrikaner im deutschen Alltag

1989 (Fernsehen)
- 1. Preis: Luc Leysen (ARD) für Don Camillo auf Afrikanisch – Ein Dorf in Mali
- 2. Preis: Claudia Siebert und Bärbel Lutz-Saal (ZDF) für Logo in Togo – Bonner Schüler laufen für Afrika
- Sonderpreis: Gruppe Chaski für Juliana und Chaski Peru (ZDF)

### 1990 bis 1999
1990 (Print)
- 1. Preis: Reiner Klingholz (GEO) für Die Bevölkerungsexplosion – Sechs Milliarden und kein Ende?
- 2. Preis: Sabine Wenke (Die Zeit) für Der stille Krieg
- 2. Preis: Eva Karnofsky (FAZ) für Verschwenderische Pracht, erbärmliche Macht der Drogen
- 3. Preis: Walter Michler (KOSMOS) für Afrika – ein Sozialfall? und Hilfe, die in Schulden stürzt
- 3. Preis: Einhardt Schmidt-Kallert (Zeitschrift Südostasien-Informationen) für Leben und Überleben in den Metropolen
- 3. Preis: Harald Gruber (Winnender Zeitung) für Donna Maria pflanzt ein Apfelbäumchen
- Sonderpreis: epd-Entwicklungspolitik

1991 (Hörfunk)
- 1. Preis: Karin Werum (NDR) für Afrikaner in Hamburg
- 2. Preis: Rainer Hörig (WDR) für Weltbank raus – Rettet den Narmada-Fluss!
- 2. Preis: Antonio Cascais und Jörg Schindler (WDR) für Wer kauft die kleinen Bananen – Der EG-Binnenmarkt und die Folgen für die Dritte Welt
- 2. Preis: Rüdiger Siebert (NDR) für Die Kindersklaven von Carpet Belt – Wie indische Teppiche geknüpft werden
- 3. Preis: Bernd Girrbach (Radio Bremen) für Exotische Erbschaft – Niedergang der DDR-Entwicklungshilfe in Angola und Vietnam
- 3. Preis: Michael Oesterreich (Süddeutscher Rundfunk) für Tiquipaya Wasi – Ein Heim für Straßenkinder

1992
- Fernsehen
  - 1. Preis: Bernd Girrbach und Rolf Lambert (WDR) für Die vergessene Tragödie – Hunger und Krieg in Südsudan
- Hörfunk
  - 1. Preis: Andreas Weiser (WDR) für Wo die Nacht den Tag verbrennt – Lebenswege in Rio de Janeiro
- Print
  - 2. Preis: Michael F. Gleich (Zeitschrift natur) für Neue Ernte für die Kaffeepflanzer
  - Norbert Glaser (Frankfurter Rundschau) für die Serie 500. Jahrestag der 'Entdeckung' Amerikas
- Sonderpreis
  - Martin Kämpchen (WDR) für Leben in Gosaldanga – Portrait eines indischen Dorfes

1993
- Fernsehen
  - 1. Preis: Armin Stauth (WDR) für Hunger durch Fleischtransporte
  - 2. Preis: Ingrid Wenrich und Hans-Peter Weymar (WDR) für Wenn die Bäume sterben, ist die Erde müde
- Hörfunk
  - 3. Preis: Wolfram Frommlet (WDR) für Die Stimme des Präsidenten oder die Stimme des Volkes? – Die Rolle der Medien in der Dritten Welt
- Print
  - 2. Preis: Christian Wernicke (Die Zeit) für Die Herren über Soll und Haben
  - 3. Preis: Reymer Klüver (Süddeutsche Zeitung) für Das grüne Gold ist nichts mehr wert

1994
- Fernsehen
  - 1. Preis: Albrecht Heise (ZDF) für Weißer Mann, komm' wieder! – Wege zur Rettung Südafrikas
  - 2. Preis: Thomas Weidenbach (ARD) für Tatort Tropen: Auf der Suche nach dem grünen Gold
- Hörfunk
  - 1. Preis: Karl-Albrecht Immel (Süddeutscher Rundfunk) für Teppichkinder
  - 2. Preis: Karl-Ludolf Hübener (WDR) für Killer, Kinder und Konflikte – ein Franziskanerpater hilft im brasilianischen Slum
- Print
  - 1. Preis: Roland Bunzenthal (Frankfurter Rundschau) für Genuss mit gutem Gewissen – Fairer Kaffee schlägt Brücke vom Bauern zum Käufer
  - Reiner Klingholz (GEO) für Das Ende des Fatalismus

1995
- Fernsehen
  - 1. Preis: Bodo Witzke (ARTE) für Die Stimme der Gefolterten – Eine Reise mit amnesty international
  - 2. Preis: Thomas Weidenbach und Uwe Kersken (WDR) für In Zukunft … Tropenholzboykotteure auf dem Holzweg
- Hörfunk
  - 2. Preis: Mareile Kneisel (MDR) für Sozialgipfel in Kopenhagen 1995
  - Werner Balsen (Deutschlandradio): Hilfe zur Selbsthilfe oder tödliche Hilfe – Die entwicklungspolitische Arbeit der GTZ
- Print
  - 2. Preis: Christian Wernicke (Die Zeit) für Glück ist ein Maggi-Würfel
  - Michael Gleich (natur) für Ein Dorf besiegt die Dürre

1996
Seit 1996 wurden die Beiträge erst im darauffolgenden Jahr prämiert, vorher geschah dies immer im laufenden Jahr. Deshalb gab es 1996 keine Auszeichnungen.
1997
- Fernsehen
  - 1. Preis: Uwe Bork (Süddeutscher Rundfunk / Südwest 3) für Die grünen Terrassen des Mr. Shebughe
- Hörfunk
  - 1. Preis: Achim Schmitz-Forte (NDR / WDR / Saarländischer Rundfunk) für Dorthin gehen, wohin sonst keiner mehr geht
- Print
  - 1. Preis: Hanne Tügel (GEO) für Wird Kairo wieder zum Dorf?
  - 2. Preis: Bartholomäus Grill (Die Zeit) für Lebensader für Makala – In Zaire bauen Dorfbewohner in Eigenregie zerstörte Straßen wieder auf – und plötzlich blüht der Handel
- Sonderpreis
  - Manfred Kutsch und die Aachener Zeitung für Kleine Hände, krumme Rücken

1998
- Fernsehen
  - 3. Preis: Bärbel Scheele (ZDF) für 37° − Der Krieg war kein Spiel – Wie Kindersoldaten den Frieden lernen
  - Michael Mattig-Gerlach und Michel Weber (ORB): Keine Chance für Charles und Sidibé – Medizinischer Notstand in Westafrika
- Hörfunk
  - 1. Preis: Sabine Hammer (WDR 5) für Die Heroinmacher – Burma: Politik mit Opium, Geld und Waffen
  - 2. Preis: Andreas Boueke (WDR 5) für Die Koreaner sagen immer nur: Arbeite weiter!
- Sonderpreis
  - Redaktion der katholischen Missionszeitung kontinente für die Serie Fairer Welthandel

1999
- Fernsehen
  - 1. Preis: Christine Kruchen und Thomas Höpker (ARTE) für Tod im Maisfeld
- Hörfunk
  - 2. Preis: Karl Rössel (Deutschlandfunk) für Selbstbehauptung in Bildern – Die afrikanische Realität im Kino
- Print
  - 3. Preis: Eva Karnofsky (Süddeutsche Zeitung) für Die Verdammten von El Rodeo – Caracas: Eingeschmuggelt in die Hölle hinter Gittern
- Sonderpreis
  - Hartmut Hölscher (Heilbronner Stimme) für seine Reportage Ruanda – Ein Land sucht Frieden

### Seit 2000
2000
- Hörfunk
  - 1. Preis: Christoph Burgmer (Deutschlandradio) für Das steht so im Koran – Die islamische Ideologie der Taliban und die gesellschaftliche Realität in Afghanistan
- Print
  - 1. Preis: Karin Steinberger (Süddeutsche Zeitung) für Die Furcht vor dem entstellten Ich – Gewalt gegen Frauen in Bangladesh
  - 2. Preis: Johanna Wieland (GEO) für Drei von sechs Milliarden – Geschichte dreier Kinder aus Afrika, Asien, Europa
- Sonderpreis
  - Gesamtredaktionelle Arbeit der Redaktion von epd-Entwicklungspolitik (Kai Friedrich Schade, Konrad Melchers, Peter Bosse-Brekenfeld)

2001
- Fernsehen
  - 1. Preis: Michael Enger und Justus Fenner (Bayerischer Rundfunk) für Der Rebell vom Tigerberg – Bischof Lona und der trockene Kanal
- Hörfunk
  - 1. Preis: Klaus Enderles (Deutschlandradio, Berlin)
  - 2. Preis: Andreas Boueke (Südwestrundfunk) für Leute machen Kleider und Bananen über alles in der Featurereihe Amerikas Hinterhof
  - Thomas Breulmann (WDR 5) für Nutztier ohne Lobby: Kamele. Wie man aus Wüste Milch macht
- Print
  - 1. Preis: Peter Korneffel (mare) für Krieg in den Mangroven
  - 2. Preis: Christine Peters (Die Weltwoche) für Ein roter Kiosk gegen die Not
- Sonderpreis
  - Lutz Warkalla (General-Anzeiger Bonn)

2002
- Hörfunk
  - 1. Preis: Jürgen Gressel-Hichert (SFB / ORB) für Im Schatten der Bäume
  - 2. Preis: Ralph Ahrens (WDR 5) für Thailands Weg zu einem modernen Abfallmanagement
- Print
  - 1. Preis: Christian Sauer (Chrismon) für Die Revolution der Käferzähler
  - 2. Preis: Jürgen Duenbostel (Überblick) für Hoffen auf die nächsten 500 Jahre
- Sonderpreis
  - Der Fernsehsender ARTE für seine entwicklungspolitische Berichterstattung

2003
- Fernsehen
  - 1. Preis: Jana Lemme (3sat) für Nachhaltige Entwicklung
  - 2. Preis: Christoph Corves (NDR) für Süßhunger
- Hörfunk
  - 1. Preis: Valentin Thurn (Deutschlandradio) für Gene gegen den Hunger
- Print

1. Preis: Astrid Prange de Oliveira (Rheinischer Merkur) für Revolution in der Nische
- Sonderpreis
  - Reinold E. Thiel für seine jahrzehntelange entwicklungspolitische Berichterstattung

2004
- Fernsehen
  - 1. Preis: Jihan El-Tahir (ARTE) für Der inszenierte Hunger
- Hörfunk
  - 1. Preis: Jutta Schmid-Glöckler (SWR) für Indiens weiße Revolution
  - Thomas Kruchem (SR2) für Tödliche Pillen – Ein Blick auf die Wachstumsbranche ‚Gefälschte Medikamente‘
- Print
  - 1.  Preis: Christian Tenbrock (Die Zeit) für Land im Dunkeln
  - Harald Schumann (Spiegel) für Globalisierung: Gipfel der Heuchelei
- Sonderpreis
  - Kai Friedrich Schade für seine jahrzehntelange entwicklungspolitische Berichterstattung

2005
- Fernsehen
  - 1. Preis: Christine Daum (ZDF, 3sat) für Architekturpreis für eine Dorfschule über Burkina Faso
- Hörfunk
  - 3. Preis: Gábor Paál für Bits für die Welt über die digitale Revolution und die digitale Kluft
- Print
  - Kerstin Friemel für Wissen macht satt über die sozialen Folgen des IT-Booms in Indien.
  - Ariel Hauptmeier für Wir müssen draußen bleiben über die verzweifelten Versuche junger Afrikaner, nach Europa zu gelangen
- Sonderpreis
  - Helmut Hohrmann, langjähriger Korrespondent von Deutschlandradio und Deutschlandfunk für Verdienste in der entwicklungspolitischen Berichterstattung

2006
- Fernsehen
  - Martin Vlcek und Marion Rettig (FIB – Freising im Bild) für Filhos de Angola – Angolas Kinder
- Hörfunk
  - Gerhard Klas (Deutschlandfunk) für Wo sollen wir denn hin? Indische Bauern wehren sich gegen die Folgen der Marktöffnung
  - Dr. Geseko von Lüpke (BR) für Sekem – Das Wunder der Wüste über eine ägyptische Bio-Farm
- Print
  - Jürgen Schaefer (Geo) für Die Welt ist reich genug für eine Welt ohne Armut
  - Bartholomäus Grill, Petra Pinzler, Ralf Südhoff und Wolfgang Uchatius (Die Zeit) für Der Kampf um den Zucker – Ein Lehrstück über den Welthandel
- Sonderpreis
  - Dr. Joachim Lang und Sandra Dujmovic für Tigerenten für Afrika – die Jahresaktion des Tigerenten Clubs.

2007
- Fernsehen
  - 1. Preis: Oliver Koytek und Jochen Schulze (ARTE) für Mathare – Hoffnung ist ein Ball aus Leder
  - Anerkennungspreis: Jutta von Stieglitz-Yousufy (ZDF-Theaterkanal / ARTE) für Getauschte Blicke – Theaterleben in Kabul
- Hörfunk
  - 2. Preis: Maja Dreyer (Deutsche Welle) für Im Frieden gegen die Wüste – Einstmals verfeindete Nomadenstämme in Kenia nutzen gemeinsam Wasser und Weiden
- Print
  - 3. Preis: Lars Abromeit und Simon Norfolk (GEO) für Flüchtlingslager – Neue Welten im Nirgendwo
  - Heike Dierbach und Karijn Kakebeeke (Zeitschrift emotion) für Der grausame Krieg gegen die Frauen

2008
- Print

1. Charlotte Wiedemann: Dossier Die Demokratie der Armen vom 11. Oktober 2007 (ZEIT Nr. 42/07)

2010
- Print

1. Thomas Häusler: „Cocktails gegen Cholera“ (Brand Eins)
2. Juliane von Mittelstaedt und Horand Knaup: „Die große Jagd nach Land – Landgrabbing“ (Spiegel)
3. Carsten Luther: „Nicht nur ein Mittel gegen Armut“ (Rhein-Zeitung)

- TV

1. Grit Hofmann: "Rachida Izelfanane – Botschafterin gegen Landflucht" (Deutsche Welle)
2. Petra Schulz: "Burkina Faso: Madame Fantas Kampf gegen den Klimawandel" (3sat)
3. Edgar Verheyen: "Die Himalaya-Klinik – Chirurgen als Entwicklungshelfer" (SWR)

- Radio

1. Martin Schramm: "Die Not mit der Notdurft – Auswege aus der Globalen Sanitärkrise" (BR)
2. Jan Lublinski: "Grenzen der Gier – die Neue Transparenz im Rohstoffhandel" (Deutschlandfunk)
3. Beatrix Beuthner-Brendel: "Wie Kleinbauern in Nepal die Armut überwinden" (Deutsche Welle Radio)

- Sonderpreis für Radijojo